# Мрець, що говорить
«Мрець, що говорить» (англ. Dead Man Talking) — комедійний фільм-драма спільного виробництва кінематографістів Бельгії, Франції і Люксембургу, поставлений у 2012 році режисером Патріком Рідремонтом. Прем'єра стрічки відбулася 29 вересня 2012 року на Кінофестивалі франкомовного кіно в Намюрі. Фільм було номіновано у 8-ми категоріях на здобуття бельгійської національної кінопремії «Магрітт» 2013 року, в одній з яких — за найкращі декорації — він отримав перемогу .

## Сюжет
У камері смертників покинутої в'язниці сорокарічний Вільям Ламерс, останній її ув'язнений, чекає виконання смертного вироку. Згідно з чинним законодавством, засуджений до смерті має право на останнє слово, перш ніж вирок буде приведений до виконання. Цей же закон не ставить ніяких обмежень за часом, коли засуджений виголошує своє останнє слово. Тільки один журналіст з місцевого зубожілого таблоїда прийшов для участі у цьому «шоу». Проте, те, що повинно було бути лише формальністю швидко стане кошмаром для директора в'язниці Карла Равена. Ламерс, подібно до казкової Шахерезади з арабської казки «Тисяча і одна ніч» починає свій неймовірно довгий, нескінченний монолог, намагаючись таким чином ще на деякий час відтермінувати час виконання вироку. В цей час доля засуджено на смерть Вільяма Ламерса стає широко обговорюваним у суспільстві політичним питанням.

## У ролях
| Патрік Рідремонт | ···· | Вільям Ламерс    |
| Франсуа Берлеан  | ···· | Карл Равен       |
| Вірджинія Ефіра  | ···· | Елізабет Лакруа  |
| Кристіан Марен   | ···· | капелан          |
| Жан-Люк Кушар    | ···· | Стіґ Бродек      |
| Олів'є Льоборн   | ···· | Роберт Гейланд   |
| Деніс М'Пунга    | ···· | Юліус Лопес      |
| Полін Бурле      | ···· | мадмуазель Равен |
| Дідьє Феррарі    | ···· | Леонард Годвін   |
| Ален Гольтген    | ···· | журналіст        |

## Визнання
| Нагороди та номінації фільму «Мрець, що говорить» | Нагороди та номінації фільму «Мрець, що говорить» | Нагороди та номінації фільму «Мрець, що говорить» | Нагороди та номінації фільму «Мрець, що говорить» | Нагороди та номінації фільму «Мрець, що говорить» | Нагороди та номінації фільму «Мрець, що говорить» |
| Рік                                               | Кінофестиваль/кінопремія                          | Категорія/нагорода                                | Номінант                                          | Результат                                         |                                                   |
| ------------------------------------------------- | ------------------------------------------------- | ------------------------------------------------- | ------------------------------------------------- | ------------------------------------------------- | ------------------------------------------------- |
| 2013                                              | Премія «Магрітт»                                  | Найкращий фільм                                   | Мрець, що говорить                                | Номінація                                         |                                                   |
| 2013                                              | Премія «Магрітт»                                  | Найкращий режисер                                 | Патрік Рідремонт                                  | Номінація                                         |                                                   |
| 2013                                              | Премія «Магрітт»                                  | Найкращий сценарій                                | Жан-Себастьян Лопез, Патрік Рідремонт             | Номінація                                         |                                                   |
| 2013                                              | Премія «Магрітт»                                  | Найкращий актор другого плану                     | Жан-Люк Кушар                                     | Номінація                                         |                                                   |
| 2013                                              | Премія «Магрітт»                                  | Найкращий актор другого плану                     | Деніс М'Пунга                                     | Номінація                                         |                                                   |
| 2013                                              | Премія «Магрітт»                                  | Найкраща акторка другого плану                    | Полін Бурле                                       | Номінація                                         |                                                   |
| 2013                                              | Премія «Магрітт»                                  | Найкращий оператор                                | Денні Ельсен                                      | Номінація                                         |                                                   |
| 2013                                              | Премія «Магрітт»                                  | Найкращі декорації                                | Аліна Сантос                                      | Перемога                                          |                                                   |
| 2014                                              | Премія Сезар                                      | Найкращий фільм іноземною мовою                   | Мрець, що говорить                                | Номінація                                         |                                                   |
| 2014                                              | Премія «Люм'єр»                                   | Найкращий іноземний фільм                         | Мрець, що говорить                                | Номінація                                         |                                                   |